# マリー・ド・クレーヴ (1553-1574)
マリー・ド・クレーヴ（Marie de Clèves, 1553年 - 1574年11月14日）は、フランスのクレーヴ＝ヌヴェール公爵家の公女で、コンデ公アンリ1世の最初の妻。青年時代のフランス王アンリ3世が思いを寄せていたことで知られる。

## 生涯
ヌヴェール公およびルテル伯フランソワ1世とその最初の妻でヴァンドーム公シャルルの娘であるマルグリット・ド・ブルボンの間の末娘として生まれた。長姉のアンリエットはヌヴェール女公、次姉のカトリーヌはギーズ公アンリ1世の妻である。また、ナバラ王アンリ（フランス王アンリ4世）とも従姉弟同士だった。
義理の伯母であるナバラ女王ジャンヌ・ダルブレの手元で養育され、カルヴァン派信徒として育った。1572年、従兄のコンデ公アンリ1世とカルヴァン派の儀式により結婚した。その数カ月後にサン・バルテルミの虐殺が起きると、コンデ公夫妻は無理やりカトリックに改宗させられ、カトリック教会規則による2度目の結婚式を挙げることを強要された。夫のコンデ公はパリ宮廷から逃亡してプロテスタント勢力に合流したが、マリーは同行を拒否し、カトリック信徒のまま宮廷に留まった。
マリーはその美貌で有名であり、アンジュー公と呼ばれていた頃のアンリ3世も彼女の崇拝者だった。1574年にフランス王位に就くと、アンリ3世はコンデ公と離婚させたうえでマリーを妻にしようと考えたが、この計画が実行される前にマリーは早世した。死因については諸説あるが、肺の感染症もしくは長女の出産後の肥立ちが悪かったためと考えられている。
コンデ公はマリーの死後にシャルロット・ド・ラ・トレモイユと再婚し、アンリ3世は思い人の死に数ヶ月間悲嘆にくれた後、マリーによく似ているという理由でルイーズ・ド・ロレーヌ＝ヴォーデモンと結婚した。

## 子女
夫のコンデ公との間に1人娘をもうけた。
- カトリーヌ（1574年 - 1595年） - イースル女侯爵